# Тулуков
Тулу́ков (укр. Тулуків) — село в Заболотовской поселковой общине Коломыйского района Ивано-Франковской области Украины.
Население по переписи 2001 года составляло 971 человек. Занимает площадь 5,12 км². Почтовый индекс — 78340. Телефонный код — 03476.